# Folklanden i Uppland

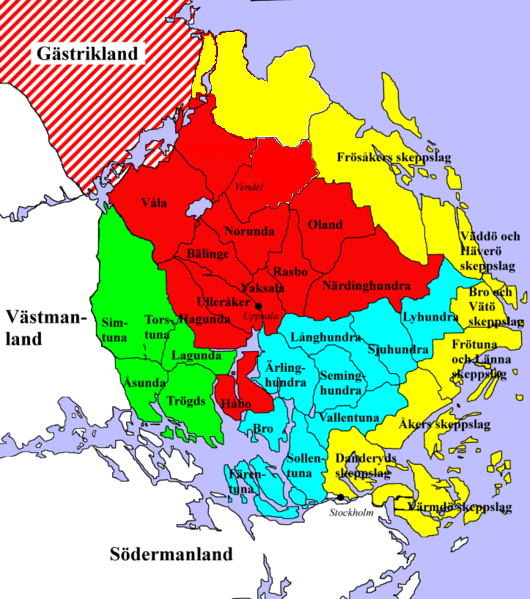
Folklanden i Uppland under början av 1300-talet.
Tiundaland
Attunda
Roden
Fjädrundaland

Folklanden eller De tre folklanden kallades de tre landskapen, Attundaland, Tiundaland och Fjädrundaland. 
Dessa tre tillsammans med kuststräckan Roden förenades på 1200-talet till att utgöra landskapet Uppland.

## Bakgrund
Då Upplandslagen utfärdades år 1296 sammanslogs dessa hundare till en gemensam lagsaga, Upplands lagsaga. Folklandens tillkomst och utveckling före år 1296 är omdebatterad och höljd i dunkel, men deras existens är känd från 1000-talet. 
De tre folklanden delades in i hundare (hundari) och Roden i skeppslag (skiplagh). Folklandet Roden anskaffade roddare,
men det ålåg hundari att underhålla krigshären, vilket också framgår av namnet folkland, eftersom folk ursprungligen betyder en i slagordning uppställd krigshär. Slagordningen anger på vilket sätt trupperna uppställs till striden. 
De tre folklandens namn kan härledas från det antal hundaren (8, 10 och 4), som de ursprungligen omfattade. Grunden till denna indelning tycks därför snarare vara av administrativ än folklig natur.
Vid folklandens tillkomst omfattade folklanden tio, åtta respektive fyra hundraden, vilket namnformerna anger. Ännu omkring år 1200 räknades de inre delarna av Gästrikland till Tiundaland.  Det skeppslagsindelade Roden låg utanför folklanden. Senast omkring år 1300 var Roden uppdelat på Tiundalands rod eller Norra Roden och Attundalands rod. Före Upplandslagens tillkomst var folklanden, där "folk" ursprungligen tycks ha betytt "krigarskara", självständiga lagmansdömen. Lagmansdömena hade också fått kyrklig funktion som prosterier, i varje fall under 1200-talets senare del. Folklanden fungerade ännu en tid efter 1296 som judiciella distrikt i speciella frågor.
Attundalands rod (Södra Roden) sträckte möjligen sig in i Mälaren vid Åkers skeppslag, Ryds skeppslag, Danderyds skeppslag och Värmdö skeppslag samt Färentuna härad. Till Tiundalands rod (Norra Roden) räknaders ursprpungligen även Gästrikland. Roden kommer troligen från det fornsvenska roðer, "rodd", det är ett historiskt område i Upplands kusttrakter. Roden omtalas första gången i Upplandslagen 1296 där står att lagen även skall gälla i Norra Roden, vilket lett till antagandet att Roden ursprungligen legat utanför folklandsindelningen. Detta är dock är osäkert.
I Upplandslagen ligger skillnaden mellan folklanden och Roden i den militära organisationen, för i judiciellt avseende förklaras det, att Roden ligger "i landslaghum", och i ecklesiastikt hänseende hörde Norra Roden till Uppsala stift. Det finskspråkiga namnet på Sverige – Ruotsi – anses av vissa vara kommet ur Roden.